# Horst von der Goltz

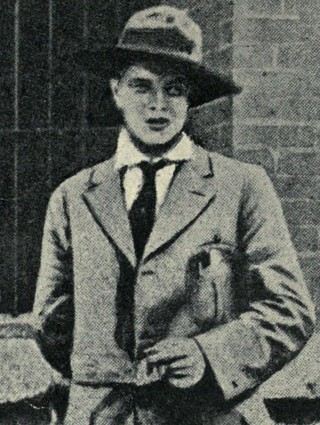
Horst von der Goltz

Horst von der Goltz, eigentlich Franz Wachendorf, alias Bridgeman W. Taylor, (* 1884 in Koblenz; † vmtl. in den USA) war ein deutscher Spion zu Beginn des Ersten Weltkrieges und Darsteller in einem US-Propagandafilm.

## Frühes Leben
Wachendorf wurde mit 16 Jahren als Fälscher aus Brüssel ins Deutsche Kaiserreich abgeschoben. Er soll im Februar 1911 auf Weisung des deutschen Nachrichtendienstes den Entwurf eines Geheimvertrages zwischen Mexiko und Japan entwendet haben, welcher den USA zugespielt wurde und diese veranlasste, zwei Drittel ihrer Truppen an der Südgrenze zusammenzuziehen. Vermutlich zog er jedoch erst 1912 in die USA.
Er trat in die Revolutionsarmee Pancho Villas in Mexiko ein und brachte es zum Major. Um die Mexikaner zu beeindrucken, nahm er den Namen Horst von der Goltz an, unter dem er zusammen mit anderen deutschen Söldnern von Villas Gegnern bis zum Entsatz eine Zeit lang in Chihuahua inhaftiert war. Nach Kriegsbeginn in Europa, am 3. August 1914, stellte ihn sein kommandierender General, Raul Madero, für sechs Monate frei. Goltz traf in El Paso den deutschen Konsul Kueck und wurde über das neue Büro des Militärattachés Franz von Papen (für Sabotage und Subversion) im Wall-Street-Viertel New Yorks informiert, das er bald aufsuchte.

## Anschlag auf den Wellandkanal
Papen und Goltz kamen überein, das dieser den Wellandkanal zwischen Erie- und Ontariosee, über den Rüstungsgüter für die Entente transportiert wurden, sprengen sollte. Er übergab Goltz 500 US-Dollar und eine Empfehlung für Konsul Carl A. Lüderitz in Baltimore, der ihm einen Pass auf Bridgeman W. Taylor ausstellte. Der Krupp-Repräsentant in New York, Hans Tauscher, orderte – unter dem Vorwand, Baumstümpfe auf einer Farm sprengen zu wollen – für den Anschlag Dynamit bei der DuPont Powder Company. Goltz war bereits mit einigen von ihm selbst angeheuerten Verschwörern in Buffalo an der kanadischen Grenze, als Papen die Aktion stoppte. Nach offizieller US-Darstellung zwang die starke Sicherung des Kanals die Saboteure zum Aufgeben; nach damaligen Berichten wurde Goltz allerdings zu anderer Verwendung ins Deutsche Reich zurückgerufen, denn er hatte am 29. August 1914 einen US-Pass auf seinen Tarnnamen Taylor beantragt, den er am 2. Oktober erhielt und sofort benutzte. Mit italienischem Visum reiste er auf der Duca d’Aosta über Genua nach Europa und traf drei Wochen später in Berlin ein. Lüderitz wurde für seine Hilfe später wegen Passfälschung angeklagt.

## Großbritannien
Am 4. November 1914 registrierte sich Goltz im Auftrag der deutschen Abwehr in einem Londoner Hotel als Bridgeman Taylor aus El Paso. Da er sich nicht als Ausländer anmeldete, wurde er 10 Tage später verhaftet. Sein Pass zeigte deutsche ¨Grenzstempel, weshalb er mit anschließender Abschiebung für sechs Monate inhaftiert wurde. Im Januar 1915 bot er dem Leiter des British Naval Intelligence Department, Reginald „Blinker“ Hall, Insider-Informationen zwecks vorzeitiger Entlassung an; allerdings mit dem Ergebnis, dass seine Haft bis Kriegsende verlängert wurde. Offenbar hielt Hall, der sich persönlich mit Goltz traf, diesen für unglaubwürdig.
Als die US-Regierung im Dezember 1915 den deutschen Militär- und den Marine-Attaché Karl Boy-Ed in den USA als Personae non gratae auswies, musste auch Papen das Land verlassen. In seinem Gepäck, das die Briten auf See durchsuchten, führte dieser unter etlichen Geheimdokumenten einen Scheck für B. Taylor bei sich, der auf Goltz als dessen Klarname verwies und die Notiz enthielt, das jener sich, mit dem Auftrag in britische Dienste zu treten, in England aufhielt. Goltz wurde nun als deutscher Agent dem Scotland Yard vorgeführt und kooperierte angesichts der zu erwartenden Todesstrafe. Zu seinem Vorteil sammelten die Briten, um die seinerzeit noch neutralen Amerikaner in den Krieg zu ziehen, Beweise für deutsche Konspiration in den USA. Goltz’ eidesstattliche Erklärung, die Papen und andere belastete, wurde nach Rücksprache mit dem US-Außenministerium vorerst zurückgehalten. Als Gerichtszeuge wurde er, mit eigenem Einverständnis, im März 1916 über Finnland in die USA verbracht.

## USA
Goltz, dessen Fahrt geheim bleiben und der danach zurücktransferiert werden sollte, reiste in Begleitung des Scotland Yard-Kommissars Harold Brust und wurde ausgiebig vom mitreisenden Chefreporter der New York Times befragt, so dass seine Geschichte bereits vor der Ankunft in New York über Kabel bekannt war. Die britische Admiralität wurde dadurch gezwungen, ebenfalls Öffentlichkeit herzustellen und publizierte nun Goltz’ Erklärung.
Als Kronzeuge im folgenden Prozess trug Goltz wesentlich zur Vorstellung über Deutsche als „Dynamiters“ in den USA bei und beschädigte massiv die beteiligten Personen. Hans Tauscher und Papens Vertreter Wolf von Igel wurden verhaftet, Diplomaten wie Karl Boy-Ed und Konsul Carl Lüderitz wurden der Spionage, Sabotage und Passvergehen beschuldigt. Für seine Dienste wurde Goltz dann in Ellis Island interniert, anstatt vor einem englischen Erschießungskommando zu stehen.
Goltz veröffentlichte ein Buch und spielte im 1918 erschienen Propagandafilm Der preußische Hundesohn (‚The Prussian Cur‘, gemeint war Kaiser Wilhelm II.) des Committee on Public Information sich selbst in der Hauptrolle.

## Medien
- Horst von der Goltz: Sworn statement by Horst von der Goltz, alias Bridgeman Taylor. H.M. Stationery Office. London 1916, OCLC 221427492.
- Horst von der Goltz: My Adventures as a German Secret Agent. Kessinger Pub., Whitefish, Montana 2005, ISBN 1-4179-2081-5 (Erstausgabe: R.M. McBride & Co., New York, 1917) (online).
- Horst von der Goltz: True Stories Of The Great War: My Ten Years Of Intrigue In The Kaiser's Secret Service. Übersetzung Grace E. Bevir. History of the World, 1992.
- CPI – Propagandafilm: The Prussian Cur (Der preußische Hundesohn). Fox Film Company, USA 1918. Drehbuch/Regie: Raoul Walsh, Goltz spielt sich selbst.